# Luce Auger
Luce Auger (Indocina, 14 gennaio 1934 – Brest, 22 novembre 2022) è stata una modella francese, vincitrice del titolo di Miss Poitou 1960 e Miss Francia 1961, prima di essere spodestata e sostituita da Michèle Wargnier, Miss Bretagna.

## Biografia
Modella dal 1953 al 1960 in Vietnam e Cambogia, ha partecipato a diverse sfilate di moda fino a quando è stata notata nel 1955 da Roger Zeiler, presidente del Comitato francese per l'eleganza, in tournée in Vietnam e Cambogia con Miss regionali del Comitato Miss Francia.
Nel 1960, in seguito agli eventi politici in Vietnam, Huguette Oggeri dovette abbandonare il Vietnam con il figlio di 2 anni. È tornata in Francia nel luglio 1960 dove ha seguito corsi di bon ton alla scuola di Lucky di Parigi ed è stata assunta da Jacques Heim, un grande stilista parigino, come modella.
Ha quindi ripreso i contatti con Roger Zeiler che l'ha presentata al suo partner, Louis Poirot noto come Defontenay, presidente del Comitato Miss Francia, per farla partecipare al concorso Miss Francia 1961 con il titolo di "Miss Outre-Mer", imposto da Louis From Fontenay.
Ha poi fatto alcuni passaggi nelle regioni francesi prima dell'elezione che ha avuto luogo il 31 dicembre 1960, dove è stata eletta all'unanimità dalla giuria e dal pubblico Miss Francia 1961 con il nome di Luce Auger.